# Buchardo
Buchardo är en ort i Argentina.   Den ligger i provinsen Córdoba, i den centrala delen av landet, 500 km väster om huvudstaden Buenos Aires. Buchardo ligger 133 meter över havet och antalet invånare är 1 756.
Terrängen runt Buchardo är mycket platt. Runt Buchardo är det mycket glesbefolkat, med 2 invånare per kvadratkilometer.. Det finns inga andra samhällen i närheten.
Trakten runt Buchardo består till största delen av jordbruksmark.